# شيق أسترالي
الشيق الأسترالي (الاسم العلمي:Muraena australiae) هو نوع من الأسماك يتبع جنس الشيق من فصيلة الشيقات.